# Rhopus apterus
Rhopus apterus är en stekelart som först beskrevs av Timberlake 1919.  Rhopus apterus ingår i släktet Rhopus och familjen sköldlussteklar. Inga underarter finns listade i Catalogue of Life.